# Bala (Mehedinți)
Bala es una comuna ubicada en el distrito de Mehedinți, Rumania.

## Superficie
Cuenta con una superficie de 101,1 kilómetros cuadrados.

## Demografía
Hasta 2021 la población era de 3289 habitantes, con una densidad de población de 32,53 habitantes por kilómetro cuadrado.
| Gráfica de evolución demográfica de Bala entre 1992 y 2021                           |
|                                                                                      |
| Datos según City Population y Population statistics of Eastern Europe & former USSR. |